# Dann habe ich umsonst gelebt
Dann habe ich umsonst gelebt è il quarto album in studio del gruppo musicale austriaco L'Âme Immortelle, pubblicato nel 2001.

## Tracce
1. Erinnerung – 2:47
2. Judgement – 4:12
3. Epitaph – 4:14
4. Rearranging – 5:03
5. Slut – 3:57
6. Umsonst gelebt? – 3:36
7. Licht und schatten – 4:39
8. Voiceless – 3:41
9. Was hält mich noch hier – 4:47
10. Forgive Me – 4:28
11. Leaving – 4:29
12. Dead Actor's Requiem – 2:47

Tracce bonus
1. Life Will Never Be the Same Again (featuring Sean Brennan) – 3:53